# کارینا اسکیبی
کارینا اسکیبی (انگلیسی: Karina Skibby؛ زادهٔ ۱۶ ژوئیهٔ ۱۹۶۵) دوچرخه‌سوار زن اهل دانمارک است.